# Józef Joachim Telega

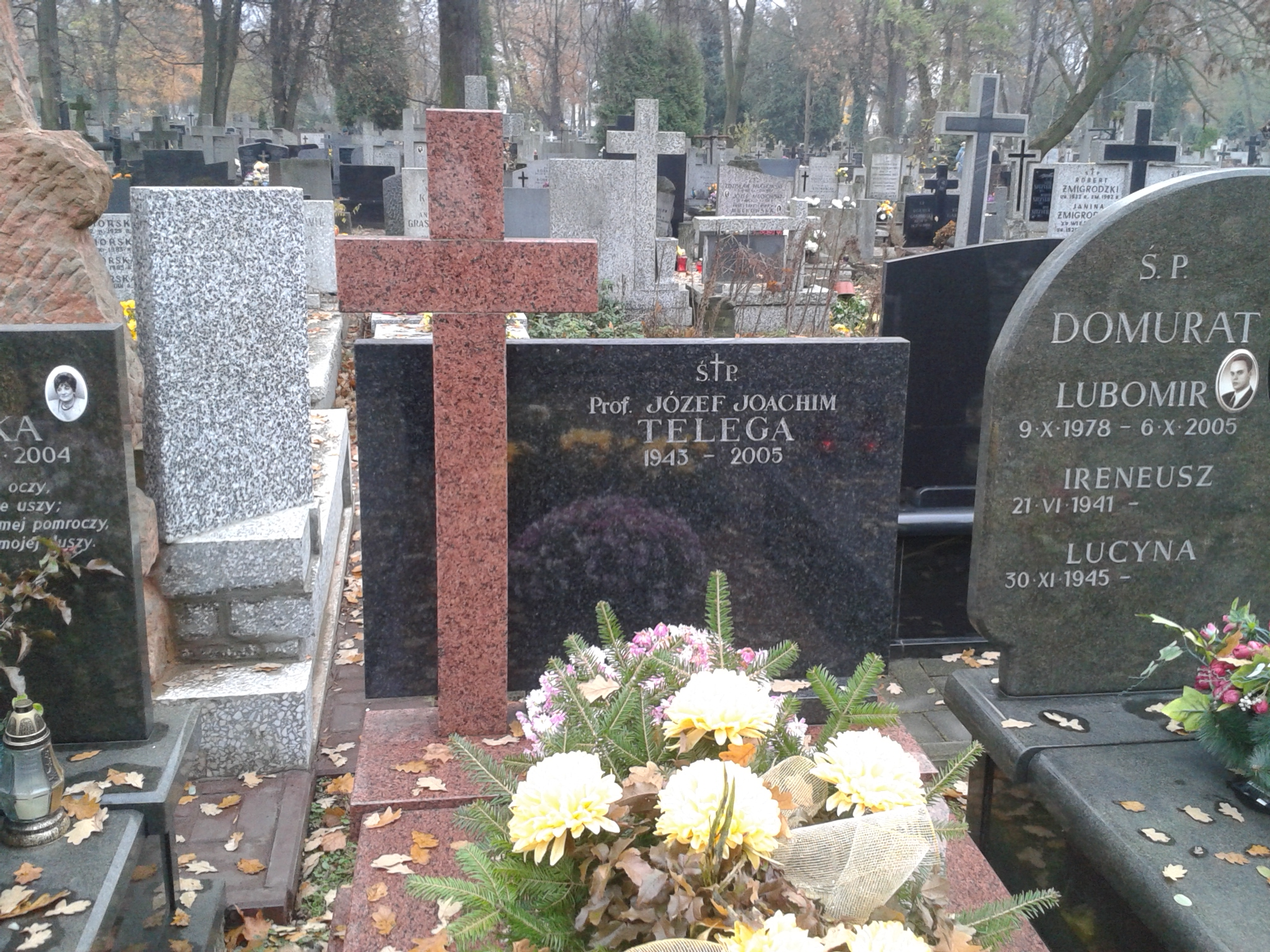
Grób Józefa Joachima Telegi na cmentarzu Bródnowskim (kw. 24E-6-13)

Józef Joachim Telega (ur. 24 marca 1943 w Przyszowicach, zm. 28 stycznia 2005 w Warszawie) – polski inżynier, biomechanik.

## Życiorys
W 1968 ukończył studia na Wydziale Techniki Uniwersytetu Śląskiego, a dwa lata później na Wydziale Matematyczno-Fizyczno-Chemicznym na tej uczelni. Rozpoczął pracę naukową na Politechnice Śląskiej i Politechnice Świętokrzyskiej, w 1972 uzyskał stopień doktora. Od 1977 był związany z Instytutem Podstawowych Problemów Techniki Polskiej Akademii Nauk, w 1991 uzyskał tytuł profesora nadzwyczajnego, a w 1999 profesora zwyczajnego. Od 2001 kierował Pracownią Metod Wariacyjnych i Biomechaniki. Od 1984 do 1991 był kierownikiem zespołu redakcyjnego „Polskiej Bibliografii Analitycznej Mechaniki”, a od 1992 wchodził w skład rady naukowej „Archiwum Mechaniki Stosowanej” oraz uczestniczył w pracach Biblioteki Mechaniki Stosowanej.

## Dorobek naukowy
Dorobek naukowy Józefa Joachima Telegi obejmuje trzynaście książek oraz ponad trzysta pięćdziesiąt publikacji i felietonów. Pełnił funkcję koordynatora wielu europejskich projektów badawczych dotyczących biomechaniki. Zainicjował powstanie Centrum Doskonałości CE ABIOMED, a następnie pełnił tam funkcję koordynatora naukowego. Jego specjalnością była biomechanika kości, zajmował się również nieliniową sprężystością, ośrodkami Cosserat'ów, metodami wariacyjnymi w mechanice ciał stałych i w teorii konstrukcji. Prowadził badania dotyczące teorii niezmienniczości i funkcjach tensorowych, a także jej zastosowań do formułowania równań konstytutywnych. Zajmował się mikromechaniką i matematyczną teorią homogenizacji kompozytów, mechaniką kontaktu, nierównościami wariacyjnymi, sterowaniem dokładnym i przybliżonym w ciałach stałych, a także w konstrukcjach i w zagadnieniach biomechanicznych.

## Odznaczenia
- Złoty Krzyż Zasługi (2001)[1]